# Cyrtoptyx gilloni
Cyrtoptyx gilloni är en stekelart som beskrevs av Jean-Yves Rasplus 1989. Cyrtoptyx gilloni ingår i släktet Cyrtoptyx och familjen puppglanssteklar.
Artens utbredningsområde är Elfenbenskusten. Inga underarter finns listade i Catalogue of Life.